# 이제 찾지 않아 (음반)
《이제 찾지 않아》(일본어: もう探さない 모사가사나이[*])는 일본의 밴드 ZARD의 두 번째 정규 앨범으로, 1991년 12월 25일 발매되었다. 발매 레이블은 당시 폴리도르 레코드의 신규 레이블 b.gram이었으며, 이때 두 가지 포맷으로 발매되었다. (CD: POCH-1111, Cassette: POTH-1111) 전작 《Good-bye My Loneliness》 이후 9개월만에 발매된 음반이며, 수록곡에는 2, 3번째 싱글의 곡이 3곡 수록되어 있다.
앨범의 전 수록곡의 작사는 사카이 이즈미가, 또한 전곡의 편곡은 아카시 마사오(明石昌夫)가 도맡았다. 또한, 7번 트랙곡 〈언젠가는...〉(いつかは… 이츠카와[*])은 프로듀서인 나가토 다이코(長戸大幸)와 사카이 이즈미의 곡에 대한 고집으로 인해 초판과 2판이 판매된 이후에 새로이 믹싱을 했으며, 새 믹싱 버전은 3판부터 실리게 되어 앞의 두 판과는 차이가 있다.
이 앨범은 오리콘 주간 앨범차트 36위에 올랐으며, 이는 전작과 비슷한 수치이다. 한편, 1993년 2월에 이르면 폴리도르 레코드와 Being이 공동으로 출자해 B-Gram RECORDS가 설립되며, 그해 9월 1일 저작권이 폴리도르에서 B-Gram RECORDS로 이양되어 앨범은 재발매된다. (CD: BGCH-1004)

## 수록곡
| #            | 제목                                                                     | 작사          | 작곡                  | 편곡          | 재생 시간 |
| ------------ | ------------------------------------------------------------------------ | ------------- | --------------------- | ------------- | --------- |
| 1.           | 〈〈이상하네...〉〉 (不思議ね… 후시기네[*])                              | 사카이 이즈미 | 오다 테츠로           | 아카시 마사오 | 4:16      |
| 2.           | 〈〈이제 찾지 않아〉〉 (もう探さない 모사가사나이[*])                    | 사카이 이즈미 | 오다 테츠로           | 아카시 마사오 | 5:05      |
| 3.           | 〈〈솔직하게 말할 수 없어서〉〉 (素直に言えなくて 스나오니이에나쿠테[*]) | 사카이 이즈미 | 사카이 이즈미         | 아카시 마사오 | 4:17      |
| 4.           | 〈〈혼자가 좋아요〉〉 (ひとりが好き 히토리가스키[*])                     | 사카이 이즈미 | 쿠리바야시 세이이치로 | 아카시 마사오 | 4:49      |
| 5.           | 〈〈Forever〉〉                                                          | 사카이 이즈미 | 카와시마 다리아       | 아카시 마사오 | 4:18      |
| 6.           | 〈〈Lonely Soldier Boy〉〉                                               | 사카이 이즈미 | 쿠리바야시 세이이치로 | 아카시 마사오 | 4:08      |
| 7.           | 〈〈언젠가는...〉〉 (いつかは…)                                          | 사카이 이즈미 | 사카이 이즈미         | 아카시 마사오 | 4:34      |
| 총 재생 시간 | 총 재생 시간                                                             | 총 재생 시간  | 총 재생 시간          | 총 재생 시간  | 31:27     |

## 크레딧
아래는 《이제 찾지 않아》 음반에 적혀있는 내용을 발췌한 것이다. 처음으로 ZARD 멤버의 이름을 기록하고 있다:
- ZARD
  - 보컬: 사카이 이즈미(坂井泉水)
  - 기타: 마치다 후미토 (町田文人)
  - 베이스: 호시 히로야스 (星弘泰)
  - 드럼: 미치쿠라 코스케 (道倉康介)
  - 키보드: 이케자와 키미타카 (池澤公隆)
- 프로듀서: 나가토 다이코 (長戸大幸, Being)
- 감독: 와타베 료 (渡部良, Being)
- 녹음 & 믹싱: 이치카와 타카유키 (市川孝之, B-Factory)
- 추가 녹음: 사사키 야스오 (佐々木泰生), 시마다 마사히로 (島田勝弘), 요모기다 나오키 (町田文人), 콘도 마코토 (近藤信, 이상 B-Factory)
- 마스터링: 코이즈미 유카 (小泉由香, B-Factory)
- 아트 디렉터: 니시모토 카즈타미 (西本和民)
- 디자인: 니시토모 카즈타미, 하야시 타츠야 (林達矢)
- 사진: 스기야마 요시아키 (杉山芳明)
- 스타일리스트: 야스이 이치코 (安井いち子, Aim)
- 헤어 & 메이크업: 야마자키 카즈오 (池澤公隆)
- 자켓 코디네이터: 스즈키 켄이치 (鈴木謙一, Be Planning)
- 개인 매니저: 야마모토 카즈오 (池澤公隆, STARDUST PROMOTION)
- 프로모션 매니저: 야타베 토시히데 (矢田部俊秀), 오바 토모미치 (大羽知道, 이상 ADING)
- 레이블 매니저: 와타나베 준 (渡辺潤, POLYDOR K.K.)
- 레이블 기획자: 하세다 야스히코 (長谷田泰彦, POLYDOR K.K.)
- Thanks to: 나카지마 마사오 (中島正雄), 야마모토 치에 (山本千絵), 코마츠 히사시 (小松久)
- 제작 책임자: 마에다 진 (前田仁, POLYDOR K.K.), 호소노 요시로 (細野義朗, STARDUST PROMOTION)

## 발매 일정
| 버전                             | 일정             | 레이블                   | 포맷                 |
| -------------------------------- | ---------------- | ------------------------ | -------------------- |
| 《이제 찾지 않아》               | 1991년 12월 25일 | b.gram (폴리도르 레코드) | CD (POCH-1111)       |
| 《이제 찾지 않아》               | 1991년 12월 25일 | b.gram (폴리도르 레코드) | Cassette (POTH-1111) |
| 《이제 찾지 않아》 (저작권 이전) | 1993년 9월 1일   | B-Gram RECORDS           | CD (BGCH-1004)       |